# コプト暦
コプト暦（コプトれき）とは、エジプトで用いられた太陽暦。古代エジプト暦に起源をもち、コプト正教会で使われる。アレクサンドリア暦ともいう。
1年は12ヶ月、各30日から成り、12の月に追加日（エパゴメネ）5日（閏年は6日）を足した365日（366日）である。閏年は4年ごとに入れられ、ユリウス暦と同期している。年始はユリウス暦の8月29日（うるう年の前年は8月30日）である。（西暦1900年から2099年の間、グレゴリオ暦の9月11日または9月12日）これはナイル川が増水する時期にあたり、農事のサイクルに対応している。
コプト歴の年・月はエチオピア暦と同じであるが、年数と月の名称は異なる。
コプト語の年代記に最もよく用いられた紀元はディオクレティアヌス紀元（殉教紀元）であるが、ほかに15年ごとのインディクティオンなども用いられた。
コプト語で各月は以下のように表される。（日付はユリウス暦による。グレゴリオ暦の日付はエチオピア暦参照。）
- トウト - 1月（8月29日から）
- パオペ - 2月（9月28日から）
- ハトール - 3月（10月28日から）
- コイアック - 4月（11月27日から）
- トーベ - 5月（12月27日から）
- メシル - 6月（1月26日から）
- パレムハート - 7月（2月25日から）
- パレムウデ - 8月（3月27日から）
- パションス - 9月（4月26日から）
- パオーネ - 10月（5月26日から）
- エペープ - 11月（6月25日から）
- メソレ - 12月（7月25日から）
- エパゴメネ  - 追加日（8月24日から）